# Niwatthamrong Boonsongpaisan
Niwatthamrong Boonsongpaisan (en thaï :|นิวัฒน์ธำรง บุญทรงไพศาล, RTGS : Níwátthamrong Bunsongphaisăan), né le 25 janvier 1948, est un homme d'affaires et un homme d'État thaïlandais.

## Biographie
Homme d'affaires proche de Thaksin Shinawatra, il devient vice-Premier ministre et ministre du Commerce (en) dans le gouvernement de Yingluck Shinawatra le 30 juin 2013. Après la destitution de la Première ministre par la Cour constitutionnelle le 7 mai 2014, Niwatthamrong lui succède par intérim. La loi martiale est instaurée le 20 mai par le général Prayuth Chan-ocha, chef de l'Armée royale thaïlandaise. Le coup d'État du 22 mai 2014 le chasse du pouvoir.